# Vezel
O historii biskupa Vezela se vedou spory. Podle některých zpráv nedodržel král Vratislav II. ustanovení listiny císaře Jindřicha IV. ze dne 29. 4. 1086 o opětovném spojení pražské a olomoucké diecéze a nejspíše roku 1088 jmenoval svého dvorského kaplana Vezela olomouckým biskupem. Tato událost rozhořčila pražského biskupa Jaromíra, který se vydal se stížností do Říma. Cestou však zemřel. Biskup Vezel nebyl ani potvrzen, ani konsekrován a ani neobnovil kapitulu. V některých seznamech olomouckých biskupů jeho jméno chybí a někteří historikové jej ztotožňují s olomouckým biskupem Ondřejem.